# Гливинський Руслан Йосипович
Руслан Йосипович Гливинський (7 лютого 1975, Хмельницький) — український легкоатлет, спеціаліст зі стрибків у висоту. Виступав за збірну України з легкої атлетики наприкінці 1990-х — на початку 2000-х років, переможець та призер першостей національного значення, учасник літніх Олімпійських ігор у Сіднеї. Майстер спорту України міжнародного класу.

## Біографія
Руслан Гливинський народився 7 січня 1975 року у Хмельницькому.
Займався легкою атлетикою в Одесі, проходив підготовку в Одеській обласній спеціалізованій дитячо-юнацькій спортивній школі олімпійського резерву. Закінчив факультет технології консервування та виноробства Одеської державної академії харчових технологій (1999), у 2012 році здобув другу вищу освіту у Національному університеті фізичного виховання і спорту України (Київ).
Брав участь у змаганнях національного рівня, починаючи з 1996 року.
Уперше заявив про себе у стрибках у висоту на міжнародному рівні у сезоні 1997 року, коли увійшов до складу української національної збірної та виступив на молодіжній європейській першості до Турки — стрибнув тут на 2,05 метра та у фінал не вийшов.
У лютому 1998 року переміг на зимовому чемпіонаті України у Львові з результатом 2,20 метра.
У серпні 2000 року на змаганнях у Києві встановив особистий рекорд у стрибках у висоту на відкритому стадіоні — 2,28 метра. Завдяки низці вдалих виступів удостоївся права захищати честь країни на літніх Олімпійських іграх у Сіднеї — у програмі стрибків у висоту на попередньому кваліфікаційному етапі показав результат 2,15 метра, чого виявилося замало для виходу у фінал. У том же році виграв Кубок Європи в Бидгощ (Польща),
Після сіднейської Олімпіади Гливинський залишився чинним спортсменом і далі брав участь у різних легкоатлетичних стартах. Так, у лютому 2002 року на турнірі у Києві він встановив особистий рекорд у стрибках у висоту у закритих приміщеннях — 2,23 метра, тоді як у червні з результатом 2,20 метра перевершив усіх суперників та завоював золото на літньому чемпіонаті України у Донецьку.
Завершив спортивну кар'єру після закінчення сезону 2008.
За видатні спортивні досягнення удостоєний почесного звання «Майстер спорту України міжнародного класу» (2008).